# Nubi di Kordylewski

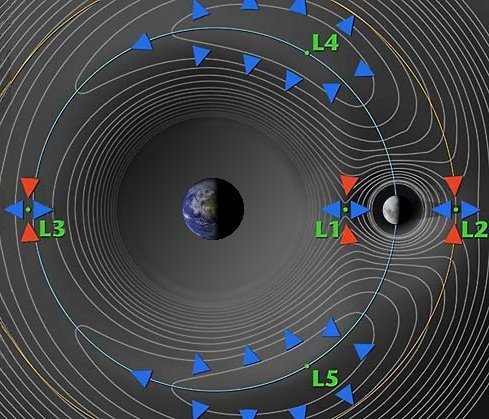
Le nubi si trovano nei punti di Lagrange L4 e L5.

Le nubi di Kordylewski sono due ammassi di polveri, la cui esistenza è stata a lungo controversa; sono concentrati intorno ai punti lagrangiani L4 e L5 del sistema Terra-Luna. Sebbene alcuni astronomi, fra cui lo stesso Kordylewski, avessero affermato di averle osservate, la sonda spaziale giapponese Hiten, che è passata attraverso i punti di librazione per rilevare le particelle di polvere ivi intrappolate nel 1992, non aveva rilevato alcun incremento del livello delle polveri rispetto alla densità dello spazio circostante. Nell'ottobre 2018 è stata tuttavia confermata la loro esistenza.

## Possibili osservazioni
L'annuncio della scoperta è stato dato dall'astronomo polacco Kazimierz Kordylewski che, avendo pensato di applicare alla Luna il modello degli asteroidi Troiani, in equilibrio rispetto al sistema Giove-Sole, cominciò le osservazioni nel 1951. Inizialmente pensava di trovare corpi di una certa grandezza, ma le ricerche effettuate presso l'osservatorio di Cracovia diedero risultati negativi. Seguendo il consiglio del suo collega Josef Wilkowski, continuò le osservazioni a occhio nudo.
Riuscì a individuare un primo ammasso nell'ottobre del 1956 a circa 60° di distanza angolare dalla Luna, posto sul piano della sua orbita intorno alla Terra, in accordo con il problema dei tre corpi semplificato. Successivamente scoprì anche il secondo componente del sistema, anch'esso situato, come previsto, in uno dei due punti di oscillazione stabile. Nel marzo del 1961, Kordylewski riuscì a fotografarle. Dalle sue osservazioni, l'astronomo riuscì a determinare anche la luminosità delle nubi, che stimò pari all'incirca a metà di quella già infima del Gegenschein. Inoltre l'astronomo polacco ne stimò il diametro angolare, che si aggirava sui 2 gradi. Nel 1975 J. Roach confermò la scoperta grazie alle sonde dell'Orbiting Solar Observatory. Tuttora pochissime persone sono riuscite a localizzare le nubi.
La massima luminosità degli ammassi avviene quando si trovano in opposizione solare, cioè quando la Terra si interpone tra esse e il Sole senza eclissarle, poiché in questa fase mostrano tutta la "faccia" illuminata verso la Terra. Ciò si verifica circa 5 giorni prima del plenilunio per una nube e circa 5 giorni dopo per l'altra. Tuttavia non sempre ci sono condizioni adatte alla visibilità: ad esempio, se la Luna si trova sopra l'orizzonte o se la posizione apparente delle due nubi coincide con la Via Lattea non sarà possibile osservarle, a causa della perdita di contrasto tra gli oggetti e lo sfondo. La scarsa magnitudine apparente è effetto dell'albedo molto bassa delle nubi, che sembrano essere di un colore rossastro. Le dimensioni degli ammassi, data la loro distanza (circa 380.000 km) e il loro diametro angolare, è di circa 14.000 km, misura paragonabile al diametro terrestre. Le nubi non si trovano esattamente nei punti di Lagrange, ma vi ruotano intorno ad una distanza angolare massima di circa 10°.
Queste formazioni non sembrano essere stabili: alcuni affermano che siano un fenomeno transitorio. Infatti a causa delle perturbazioni gravitazionali prodotte dalla Terra e dal Sole, le polveri si disperderebbero, allontanandosi dai punti di oscillazione stabile.
Oltre alla Luna e a Giove, anche Nettuno e due satelliti naturali di Saturno hanno corpi, nubi o ammassi di asteroidi nei due punti di Lagrange, e anch'essi, come quelli di Giove, vengono chiamati asteroidi troiani o lune troiane.